# Арґо (кратер)
Арго (англ. Argo) — невеликий марсіанський метеоритний кратер, розташований на Плато Меридіана. Його відвідав марсохід «Оппортьюніті» на 365-й сол (марсіанська доба) після прибуття на Марс. Кратер розташований у 300 метрах на південь від метеорита Heat Shield Rock і теплозахисного екрана «Оппортьюніті», який захищав марсохід при вході в атмосферу Марса.

## Інтернет-ресурси
- Офіційний сайт Спіріта і Оппортьюніті [Архівовано 2 березня 2011 у Wayback Machine.]